# نوکرا اومبرا
نوکرا اومبرا (به ایتالیایی: Nocera Umbra) یک کومونه در ایتالیا است که در استان پروجا واقع شده‌است.

## خصوصیات
نوکرا اومبرا ۱۵۷ کیلومترمربع مساحت و ۶٬۰۸۴ نفر جمعیت دارد و ۵۲۰ متر بالاتر از سطح دریا واقع شده‌است.

## خواهرخوانده
شهرهای فروزینونه و گابیچه ماره خواهرخوانده‌های نوکرا اومبرا هستند.